# Danaea cartilaginea
Danaea cartilaginea là một loài dương xỉ trong họ Marattiaceae. Loài này được Christenh. & Tuomisto mô tả khoa học đầu tiên năm 2006.
Danh pháp khoa học của loài này chưa được làm sáng tỏ. 